# Cerrione
Cerrione est une commune de la province de Biella dans le Piémont en Italie.

## Administration
| Période                                  | Période  | Identité         | Étiquette | Qualité |
| ---------------------------------------- | -------- | ---------------- | --------- | ------- |
| 14 juin 2004                             | En cours | Claudio Gariazzo |           |         |
| Les données manquantes sont à compléter. |          |                  |           |         |

### Hameaux
Magnonevolo, Vergnasco

### Communes limitrophes
Borriana, Magnano, Roppolo, Salussola, Sandigliano, Verrone, Zimone, Zubiena